# Daga (Bhutan)
Daga (dzong. དར་དཀར་), także Darkar – gewog w południowej części dystryku Wangdü Pʽodrang  w Królestwie Bhutanu, na prawym brzegu rzeki Puna Tsangchhu. Graniczy on z Gasetsho-Wom na północnym zachodzie, Gewogach Tzeza oraz Lajab na południu, a jego wschodnią granicę tworzy rzeka Puna Tsangchhu. W Daga znajduje się 35 wiosek.
Według danych z 2005 roku gewog liczy 1347 mieszkańców.
Gewog Darkar podzielony jest na 5 mniejszych jednostek zwanych chiwogami. Noszą one następujące nazwy: Uma Khatoed, Kamichhu Uma Khamaed, Kamina Wogyal, Gyapakha i Sili Tagsha

## Klimat
Daga znajduje się w strefie suchego klimatu subtropikalnego, ze średnimi opadami na poziomie 800-900 mm. Największe temperatury występują na przełomie czerwca i lipca i wynoszą ok. 36°C, a najzimniejsze w styczniu oraz lutym wynosząc od 10-12°C. Około 98% powierzchni dystryktu jest pokryte lasami. 

## Demografia
Według Bhutańskiego Urzędu Statystycznego gewog ten zamieszkuje 684 mężczyzn i 663 kobiety (dane za rok 2005) w 261 domostwach. Stanowiło to 4,3% ludności dystryktu.